# Watergang van de Benteleres

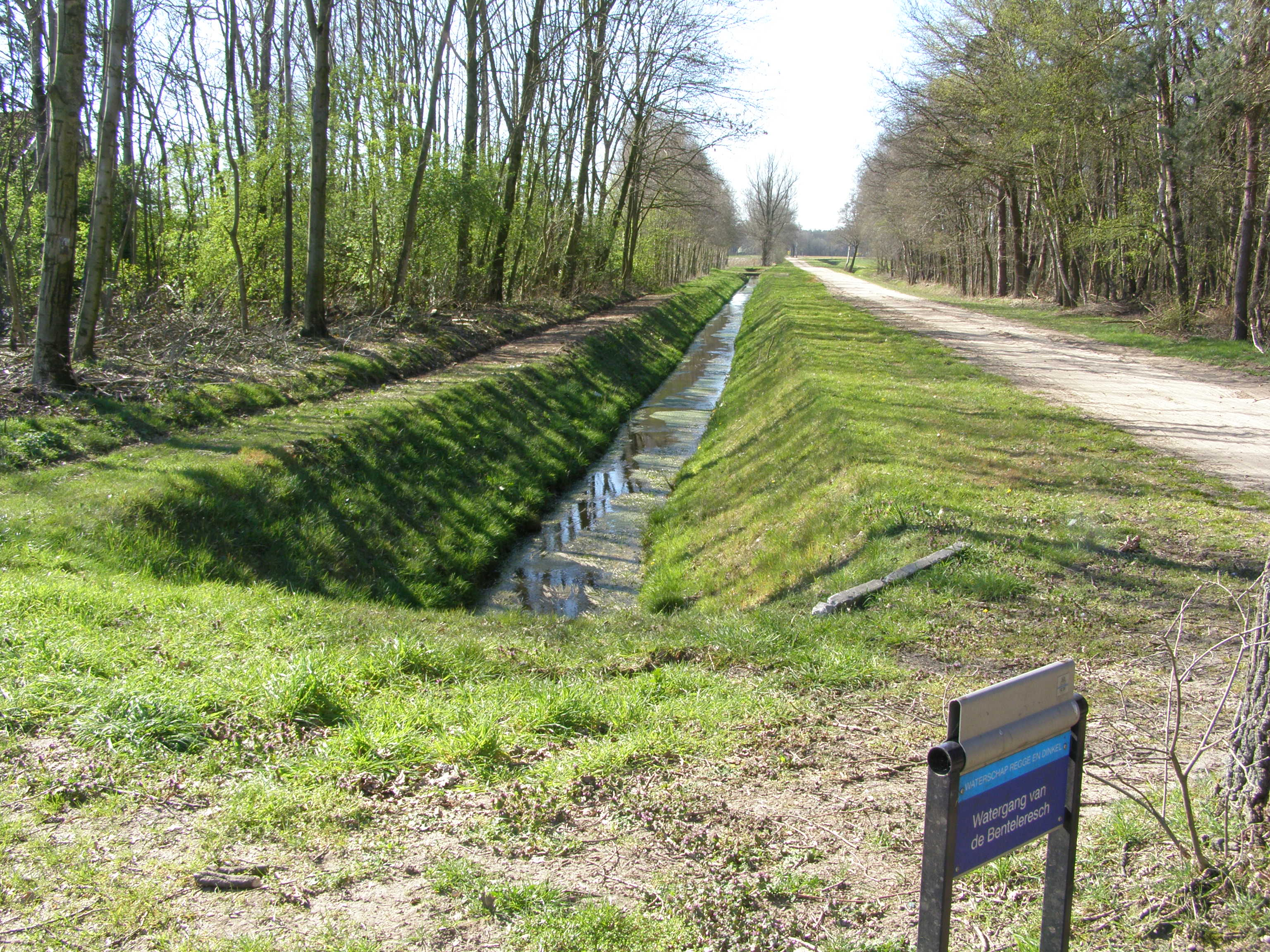
De Watergang van de Benteleres nabij de Beldsweg tussen Hengevelde en Delden

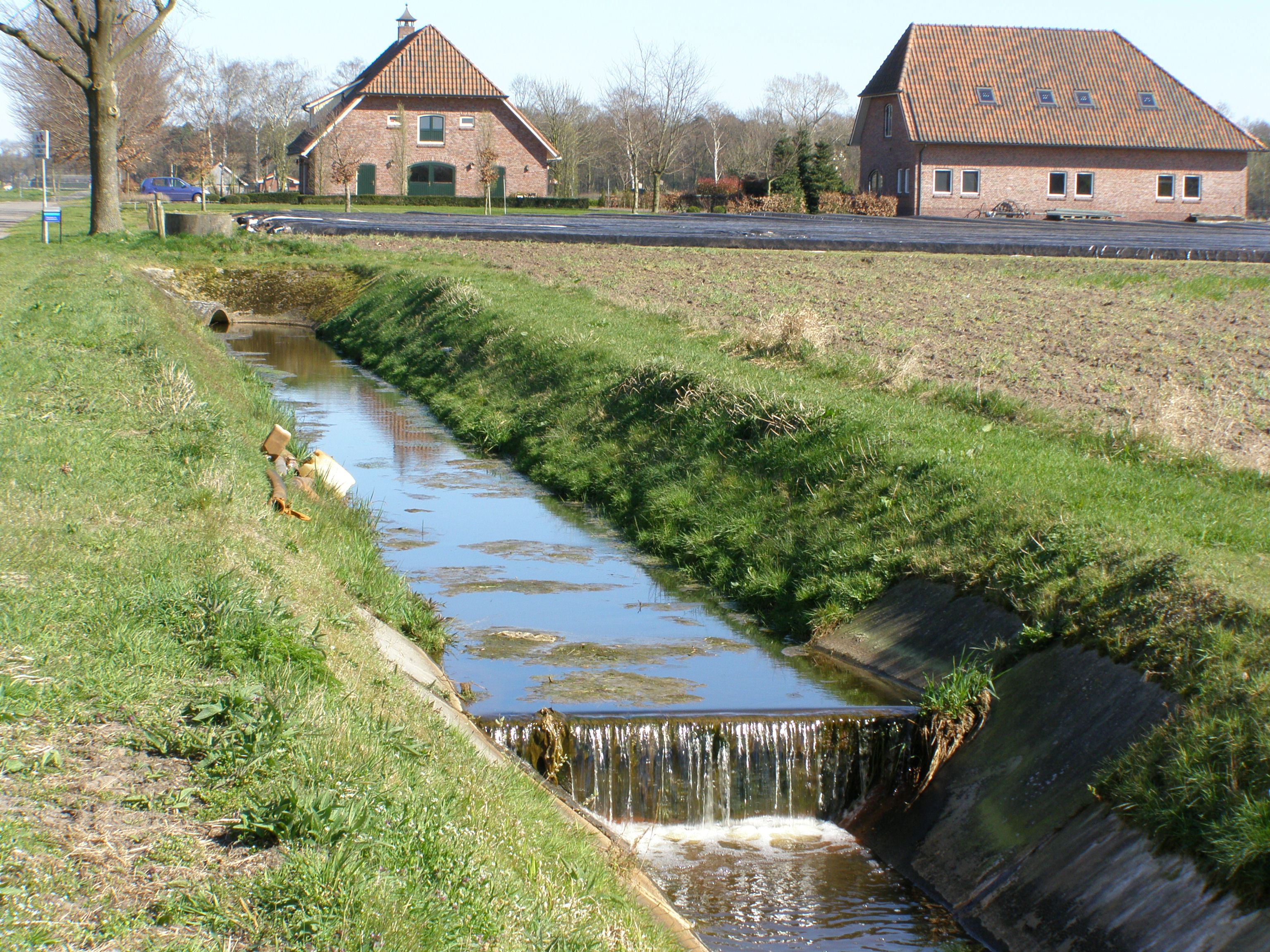
Vaste betonnen stuw in de Watergang van de Benteleres

De Watergang van de Benteleres is een watergang in de Nederlandse provincie Overijssel. De watergang ontspringt ten westen van de Benterlerheide en stroomt in noordwestelijke richting langs Bentelo om ten zuidoosten van Goor in het Twentekanaal uit te monden.
Het hoogteverschil tussen het begin van de watergang bij de Bentelerheide en de uitmonding in het Twentekanaal bedraagt zes meter over een afstand van ongeveer vijf kilometer.